# فيكتور ماريان
فيكتور ماريان (10 سبتمبر 1984 بكيشيناو في مولدوفا - ) هو لاعب كرة قدم مولدوفي في مركز الوسط. شارك مع منتخب مولدوفا لكرة القدم. أما مع النوادي، فقد لعب مع ميلسامي أورهي وFC Costuleni ‏ وFC Nistru Otaci ‏ وAFC Rocar București ‏ وFC Politehnica Chișinău ‏ وFC Unisport-Auto Chișinău ‏ وFC Rapid Ghidighici ‏.

## وصلات خارجية
- فيكتور ماريان على موقع قاعدة بيانات كرة القدم.إي يو (الإنجليزية)
- فيكتور ماريان على موقع ناشيونال فوتبول تيمز (الإنجليزية)
- فيكتور ماريان على موقع Soccerway.com (الإنجليزية)